# Margaretha van Brabant (1276-1311)
Margaretha van Brabant (4 oktober 1276 – 14 december 1311) was de dochter van hertog Jan I van Brabant en Margaretha van Vlaanderen. Ze was de echtgenote van graaf Hendrik van Luxemburg en werd na zijn kroning in 1308 Rooms-Duits koningin.

## Huwelijk
Margaretha trouwde op 9 juli 1292 met Hendrik van Luxemburg in Tervuren. Met deze diplomatieke zet, in de nasleep van de slag bij Woeringen, moest een aanslepend conflict over het hertogdom Limburg beëindigd worden, waarbij Margaretha's vader zijn aanspraken op Limburg liet varen. Het werd een gelukkig huwelijk.
Hendrik en Margaretha hadden drie kinderen:
- Jan de Blinde (10 augustus 1296 – 26 augustus 1346) was graaf van Luxemburg vanaf 1309, koning van Bohemen. Hij trouwde eerst met Elisabeth van Bohemen (1292–1330), met wie hij meerdere kinderen had, waaronder keizer Karel IV en Bonne van Bohemen, de eerste vrouw van de latere koning Jan II van Frankrijk. Bij de dood van Elisabeth in 1330 hertrouwde Jan met Beatrix van Bourbon.
- Maria van Luxemburg (1304 – 26 maart 1324), getrouwd met Karel IV van Frankrijk en gestorven in het kraambed.
- Beatrix van Luxemburg (1305–1319), getrouwd met Karel I van Hongarije en gestorven in het kraambed.

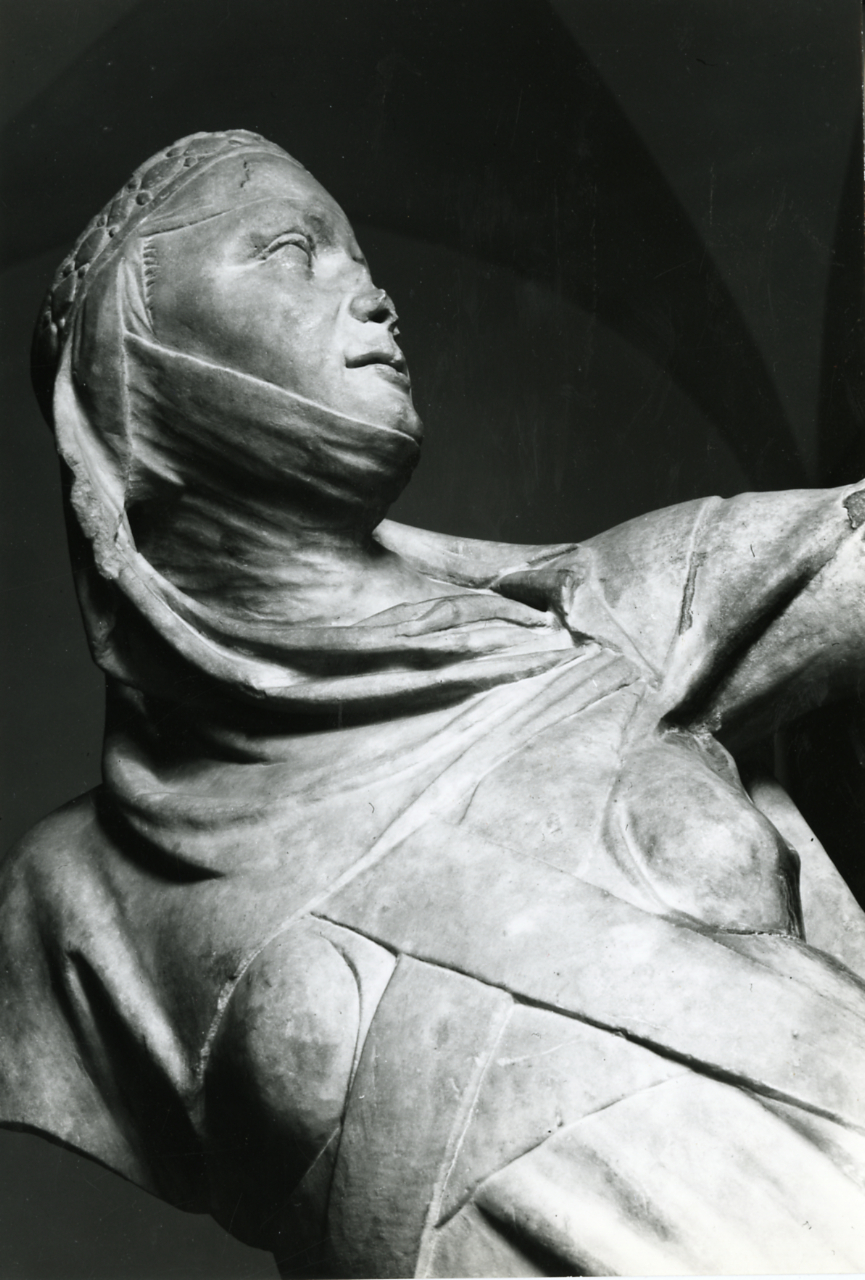
Grafmonument door Giovanni Pisano.

Margaretha vergezelde haar echtgenoot op zijn veldtocht in Italië. Ze werd ziek tijdens het beleg van Brescia en stierf enkele maanden later in Genua, waar ze begraven werd in de kerk van San Francesco di Castelletto. Haar dood werd in december 1311 opgetekend in de Gesta Baldewini Luczenburch. De beroemde beeldhouwer Giovanni Pisano maakte haar grafmonument in 1313, waarop twee engelen haar naar de hemel brengen. Delen ervan zijn bewaard in het Museo di Sant'Agostino en in de Galleria Nazionale della Liguria (Palazzo Spinola).
Er deden geruchten de ronde over wonderbaarlijke genezingen, waarbij weduwnaar Hendrik en aartsbisschop Porchetta Spinola voldoende inspanningen leverden om Margaretha in augustus 1313 zalig te laten verklaren.

## Voorouders
| Voorouders van Margarteha van Brabant (1276-1311) | Voorouders van Margarteha van Brabant (1276-1311)                                | Voorouders van Margarteha van Brabant (1276-1311)                                | Voorouders van Margarteha van Brabant (1276-1311)                                | Voorouders van Margarteha van Brabant (1276-1311)                                | Voorouders van Margarteha van Brabant (1276-1311)                                   | Voorouders van Margarteha van Brabant (1276-1311)                                   | Voorouders van Margarteha van Brabant (1276-1311)                             | Voorouders van Margarteha van Brabant (1276-1311)                             |
| ------------------------------------------------- | -------------------------------------------------------------------------------- | -------------------------------------------------------------------------------- | -------------------------------------------------------------------------------- | -------------------------------------------------------------------------------- | ----------------------------------------------------------------------------------- | ----------------------------------------------------------------------------------- | ----------------------------------------------------------------------------- | ----------------------------------------------------------------------------- |
| Overgrootouders                                   | Hendrik II van Brabant (1207-1248) ∞ Maria van Zwaben (1201-1235)                | Hendrik II van Brabant (1207-1248) ∞ Maria van Zwaben (1201-1235)                | Hugo IV van Bourgondië (1212-1272) ∞ 1229 Yolande van Dreux (1212-1248)          | Hugo IV van Bourgondië (1212-1272) ∞ 1229 Yolande van Dreux (1212-1248)          | Willem II van Dampierre (1196-1231) ∞ 1223 Margaretha II van Vlaanderen (1202-1280) | Willem II van Dampierre (1196-1231) ∞ 1223 Margaretha II van Vlaanderen (1202-1280) | Robrecht VII van Béthune (1200-1248) ∞ Elisabeth van Morialmez                | Robrecht VII van Béthune (1200-1248) ∞ Elisabeth van Morialmez                |
| Grootouders                                       | Hendrik III van Brabant (1231-1261) ∞ +/−1251 Aleidis van Bourgondië (1233-1273) | Hendrik III van Brabant (1231-1261) ∞ +/−1251 Aleidis van Bourgondië (1233-1273) | Hendrik III van Brabant (1231-1261) ∞ +/−1251 Aleidis van Bourgondië (1233-1273) | Hendrik III van Brabant (1231-1261) ∞ +/−1251 Aleidis van Bourgondië (1233-1273) | Gwijde van Dampierre (1226-1305) ∞ 1246 Mathilde van Béthune (?-1263))              | Gwijde van Dampierre (1226-1305) ∞ 1246 Mathilde van Béthune (?-1263))              | Gwijde van Dampierre (1226-1305) ∞ 1246 Mathilde van Béthune (?-1263))        | Gwijde van Dampierre (1226-1305) ∞ 1246 Mathilde van Béthune (?-1263))        |
| Ouders                                            | Jan I van Brabant (±1252–1294) ∞ +/−1273 Margaretha van Dampierre (1251-1285)    | Jan I van Brabant (±1252–1294) ∞ +/−1273 Margaretha van Dampierre (1251-1285)    | Jan I van Brabant (±1252–1294) ∞ +/−1273 Margaretha van Dampierre (1251-1285)    | Jan I van Brabant (±1252–1294) ∞ +/−1273 Margaretha van Dampierre (1251-1285)    | Jan I van Brabant (±1252–1294) ∞ +/−1273 Margaretha van Dampierre (1251-1285)       | Jan I van Brabant (±1252–1294) ∞ +/−1273 Margaretha van Dampierre (1251-1285)       | Jan I van Brabant (±1252–1294) ∞ +/−1273 Margaretha van Dampierre (1251-1285) | Jan I van Brabant (±1252–1294) ∞ +/−1273 Margaretha van Dampierre (1251-1285) |

## Voetnoten
1. ↑  John A. Gades, Luxemburg in the Middle Ages, Leiden, 1951, blz. 119.